# Mario Hernández Calderón
Mario Hernández Calderón (20 de octubre de 1957) es un futbolista mexicano que jugó de delantero. Debutó en 1978. En Primera División jugó 386 partidos, acumulando 32,580 minutos jugados y 78 goles anotados. 

## Clubes
- Club Zacatepec (1978 - 1982)
- Club de Fútbol Atlante (1982 - 1985)
- Ángeles de Puebla (1986 - 1987)
- Tampico Madero Fútbol Club (1988 - 1989)
- Tigres de la UANL (1989 - 1992)